# Bucentaurus
A Bucentaurus vagy Bucentaurus Hungariae, olykor Bucintoro Batthyány Tódor (Rohonc ? 1729. október 15. – Bécs, 1812. június 18.) császári és királyi titkos tanácsos hajózási kísérleteinek kiemelkedő szépségű és új technikai megoldásokat alkalmazó luxushajója volt. A gróf minden bizonnyal a velencei dózsék díszhajója után nevezte el különös tojásforma alakú hajóját, melyet minden bizonnyal egy sajátos, a hajótesten belül kialakított, malomszerű szerkezet hozott mozgásba.

## Története
Batthyány Tódor több vitorlás megépítése után, melyek kialakításukban és szépségükben vetekedtek Heppe császári hajóépítő mester hajóival, felhagyott a vitorlás hajók építésével, és az 1790-es évek elején Pozsonyban létesített hajóácstelepén újfajta hajók megkonstruálásába kezdett. Itt fejlesztette ki Bucentaurus nevű önjáró hajóját, mely nagy feltűnést keltett a korszakban, mind tojásforma alakja, mind titokzatos meghajtó szerkezete miatt. A Magyar Hírmondó egy 1797-es tudósítása szerint a hajó mindennemű „vonók és hajtók nélkül nagy terhet is képes szállítani a’ folyó-víz ellenében”.  Korábban is voltak példák olyan vízi járművekre, melyek vitorla nélkül voltak képesek közlekedni árral szemben újszerű megoldásokat alkalmazva. Példának okáért megemlíthetünk egy pozsonyi molnármestert, aki olyan hajót eszelt ki, melyet négyfős személyzet egy mechanikus szerkezet erőkarjainak forgatásával hozott mozgásba, de ismeretesek Verancsics Faustus idevágó tervei is a Machinae Novae című munkából.  Az újfajta hajó kifejlesztésére irányuló kísérletek igen költségesek voltak, ezért Batthyány Tódor Neue königliche privilegierte Schiffbau und Schiffahrts Companie néven hajóépítő és hajózási társaságot hozott létre. Eme társulás nevére szabadalmaztatta új típusú hajóját, mely szabadalmat 1793-ban jegyezték be. A méretes szabadalomlevél inkább az uralkodó a „közjó" ügyében tett erőfeszítéseit ecseteli, azonban sajnos tartalmilag nem ad meg konkrétumokat a hajót működésbe hozó szerkezetet illetően.

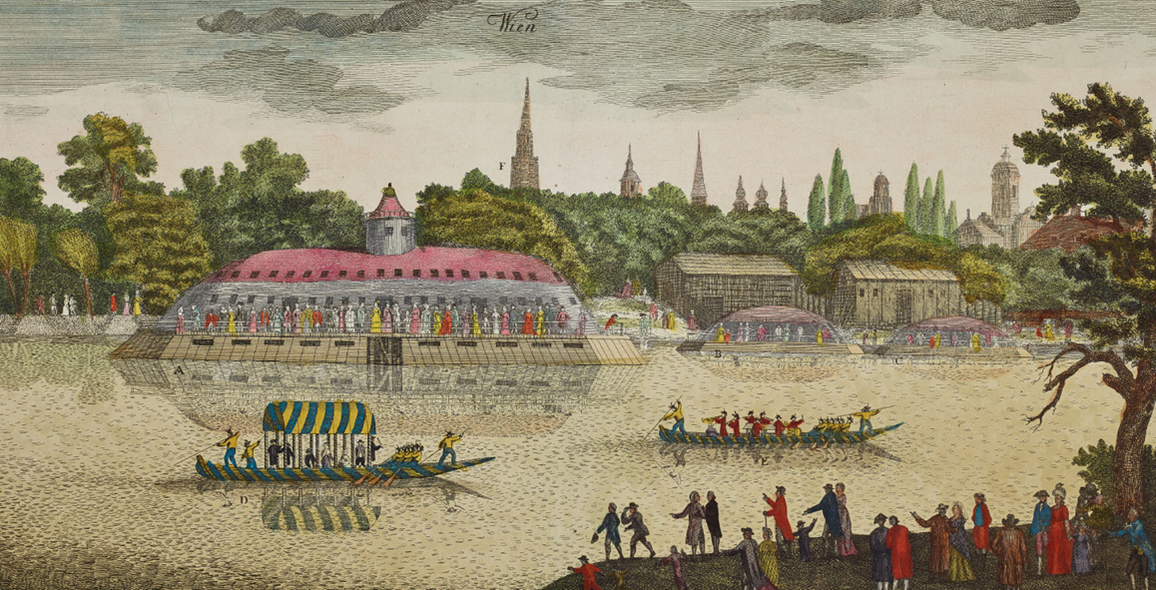
A Bucentaurus a pozsonyi hajós felvonuláson
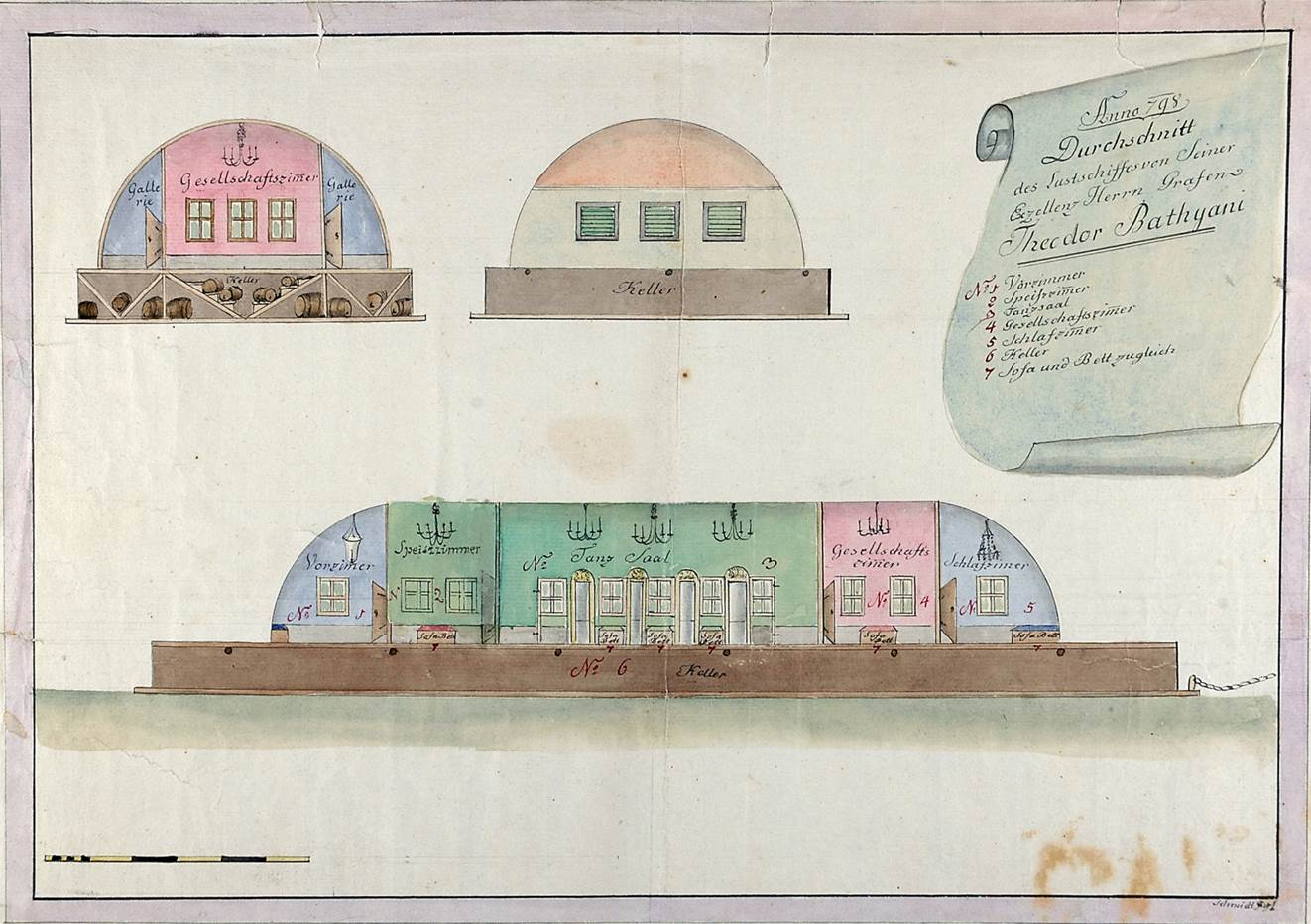
A hajó oldalnézeti rajza
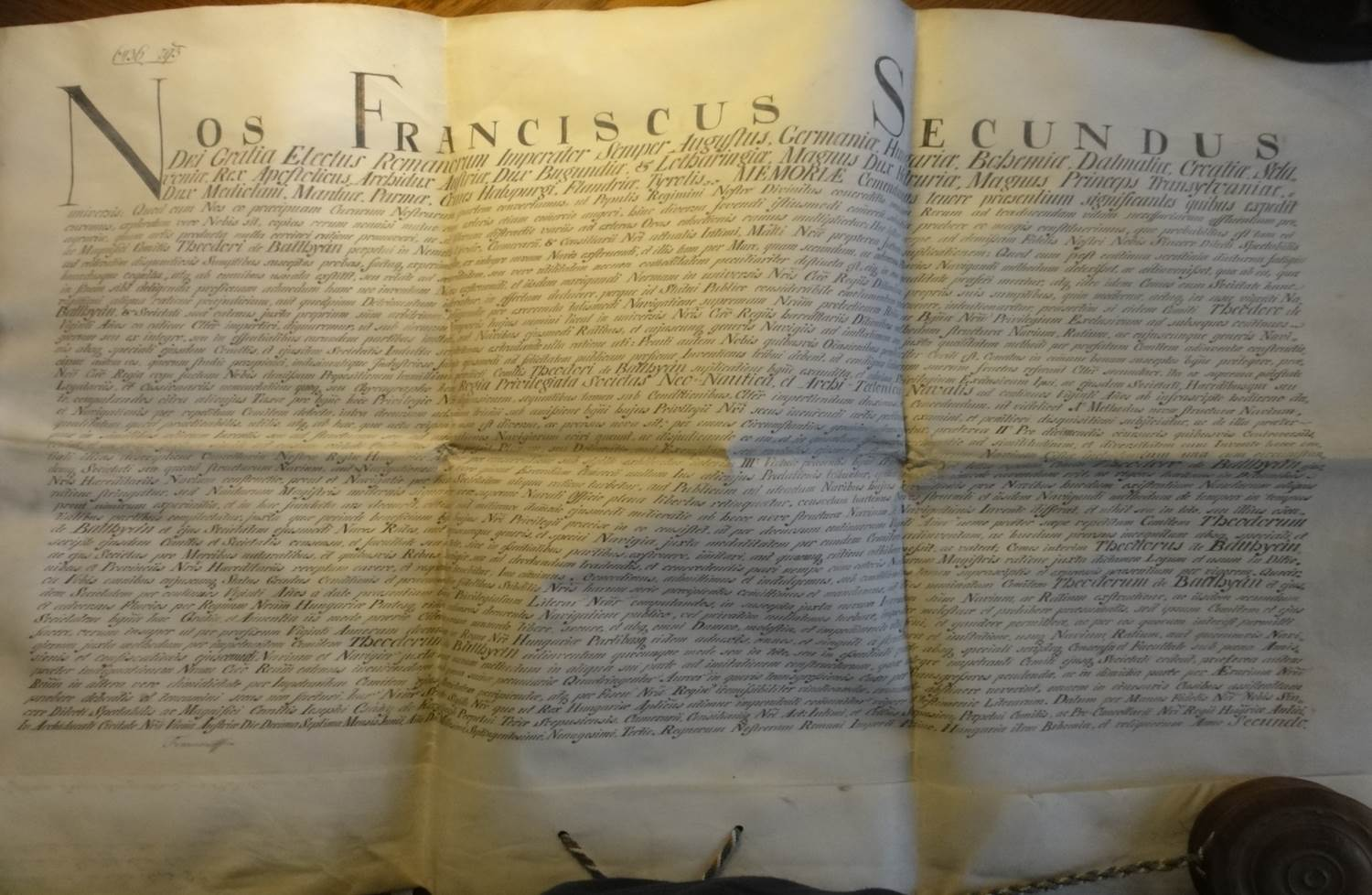
Hajóépítési szabadalmi levél 1793

## Működése
A hajót magát valószínűleg hajótestbe behajtott körbejáró ökrök vagy lovak hajtották egy fogaskerék áttételű hajtómű segítségével, mely szintén a hajótestben elrejtve kapott helyet. A fedélzeti felépítményben táncterem, díszes étterem és luxuskabinok kaptak helyet, ahol kártyapartik és mulatságok folytak. Becslések szerint a hajó megépítése több mint 100000 rajnai tallérjába került a grófnak.
A Bucentaurust 1797-ben mutatta be tervezője az udvar előtt egy pozsonyi hajós felvonuláson. Bemutatásakor kisebb hajókíséret vette körül, melyet két rézmetszet is megörökít. A Közlekedési Múzeum Képtárában őrzött kevésbé díszes darabon hat kisebb hajót tüntetett fel a rajzoló. A metszet tanúsága szerint a felvezető vitorlást egy zenészekkel megrakott csónak követte, ez után jött a fellobogózott Bucentaurus, melyről díszlövéseket adtak le. A hajó felénk eső oldalán a vendégek számára fenntartott hajókban nemes urak szemlélhették az „újfajta” hajót, mely két kisebb méretű, de kialakításában hasonló tojásforma hajót vontatott. Érdekessége ennek az ábrázolásnak, aminek az alapja egy lappangó akvarell,  hogy ábrázolja a kis tornyot a felépítmény kupolaforma tetején, mely megfeleltethető a mai parancsnoki hídnak. A kupolaforma alá bejutni fel-le tolható ajtókon lehetett, és körben a felépítményen elhelyezett ablakok eresztették be a fényt az utastérbe. Kormányozni hátulról hosszú evezőlapátokkal lehetett, hasonlóan a mai uszályokhoz. Arról, hogy az ovális legömbölyített belső kialakítása pontosan milyen volt, csak találgatni lehet. Egy fennmaradt tervrajz azért megmutatja a gróf szándékát a hajó belső kialakítását illetően, bár a rajz nem számol a hajtószerkezet elhelyezésével, melynek mindenképpen az utastér alatt kellett lennie.   A hajót kereszt- illetve hosszmetszetben ábrázoló színezett rajz hét helyiségre tagolja az utasteret, ahol egy későbbi 1802-es leírás szerint fényes ünnepségek és nagy kártya partik folytak.
```
„Ma társaság és bál vólt Gróf Battyáni Tódor palotás nagy hajóin. Egygyik Szálában vólt a’ tántz a’ másikban pedig állotak a’ frissítő italok, a’mellyeknek vólt divatja a nagy meleg miatt, mellyet a Duna vizének egyéb iránt hidegítő ereje meg nem enyhíthetett. Vóltak mind az egyik, mind más három kis hajón tágas helyek, a’hol a’ kártyázó Vendégek számára készen állottak a’ kártyákkal rakott asztalok. Ezentúl minden szerdán illyen bált ád itt a Duna hátán a Gróf Battyáni Tódor Ő Excellentziája.
[
8
]
```

A fent említett 1797-es bemutató, mely Pozsony mellett Bécsben is megtörtént, olyan népszerűséget hozott a hajót építtető grófnak, hogy a bécsiek osztrák Neptunnak (sic!) nevezték.  Egy a Közlekedési Múzeum Aprónyomtatvány Gyűjteményben őrzött óda így ír róla.
```
       Ein Ungar war der schönsten Kunst Erfinder,
       Die für den Handel je der Geist ersann;
       Ihm dankt das Vaterland und Ihre Kinder
       In spater Zeit, was Er für Sie gethan .
```

```
      (Egy magyar volt a legszebb mű feltalálója 
       melyet kereskedelem számára szellem kigondolt,
       néki mond köszönetet a Haza és gyermekei,
       az utókor, azért, mit nékik alkotott.)
[
10
]
```

## Utóélete
Bár az itt közölt részlet a hajóra, mint a „kereskedelem számára kigondolt” járműre utal, és Batthyány maga is szószólója volt a hajózási infrastruktúra kereskedelmi célú fejlesztésének, eddig nem került elő olyan adat, mely az önjáró Bucentaurusra mint kereskedelmi hajóra utalna. A hajóval kapcsolatban sok homályos pont van: nemcsak a hajtómű pontos paraméterei tisztázatlanok, hanem a hajó további sorsa és az, miért szakadtak meg a további kísérletek. Annyi bizonyos, hogy a gróf eladásra hirdette meg a Bucentaurus luxushajóját az 1802. június 19-i Wiener Zeitung hasábjain. A hajószerkezet pontos ismeretének hiányában csak feltételezéseink lehetnek az azzal kapcsolatos technikai problémákat illetően, de Batthyány követői: Guilián Antal és Zsótér János szegedi hajósgazda is sorra kudarcot vallottak a járgányos meghajtású hajó ideájával. A folyásiránnyal szemben közlekedni képes, és komolyabb terhek szállítására alkalmas gőzhajók megjelenésével pedig az igásállat hajtotta hajó ötlete nem hozta többé lázba a vízi teherszállításban érdekelt vállalkozókat.